# Metropolitan Borough of Holborn

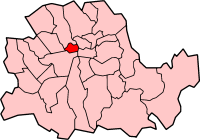
Lage von Holborn im früheren County of London

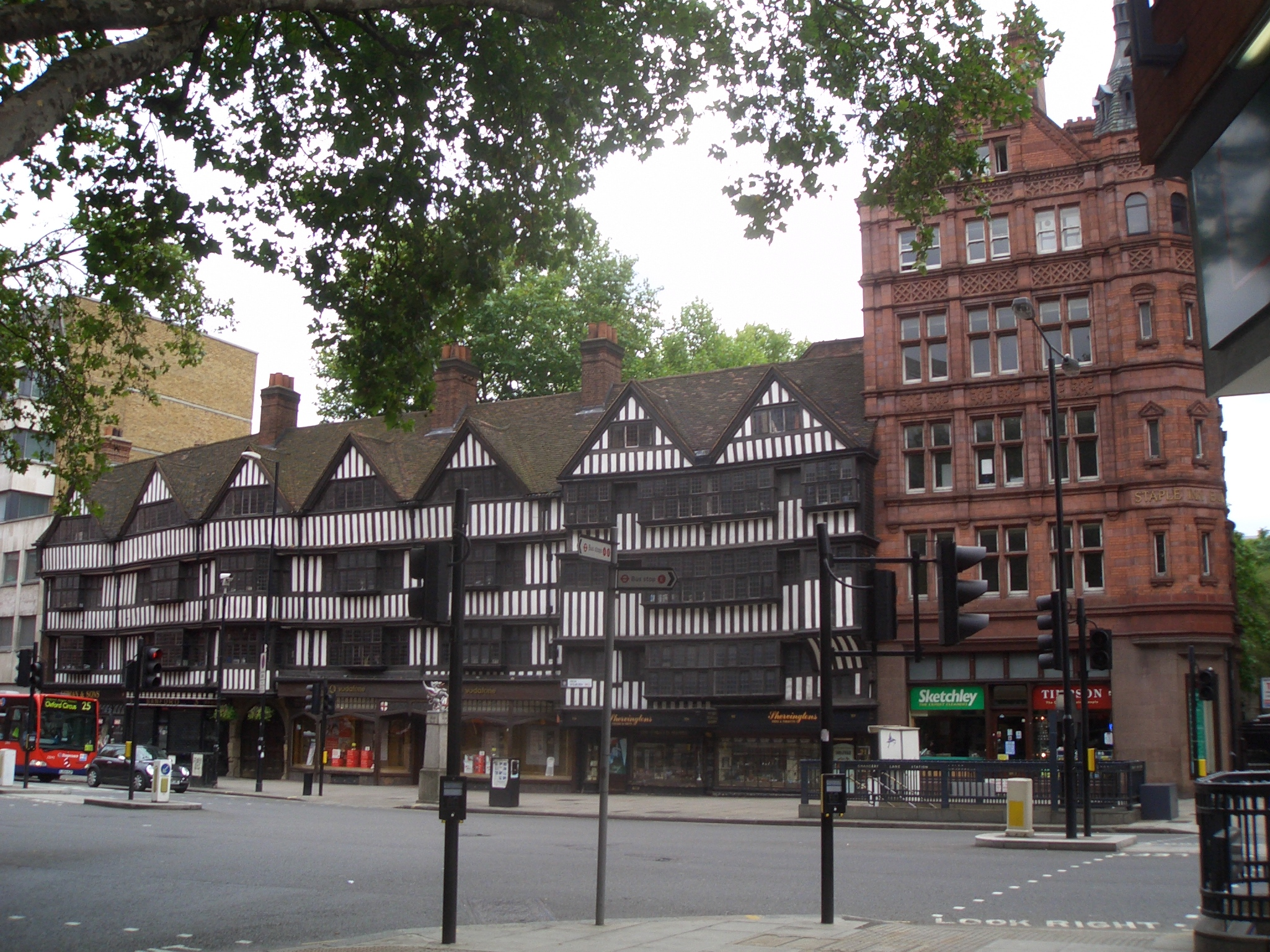
Staple Inn

Der Metropolitan Borough of Holborn war ein Bezirk im Ballungsraum der britischen Hauptstadt London mit dem Status eines Metropolitan Borough. Er existierte von 1900 bis 1965 und lag im Zentrum der ehemaligen Grafschaft County of London.

## Geschichte
Holborn entstand aus mehreren zuvor eigenständigen Gebieten in der Grafschaft Middlesex. Es waren dies der Civil Parish St Giles-in-the-Fields and St George’s, Bloomsbury sowie der Holborn District. Letzterer war eine Verwaltungsgemeinschaft des Civil parish St Andrew Holborn Above the Bars with St George the Martyr sowie der gemeindefreien Gebiete Saffron Hill, Hatton Garden, Ely Rents und Ely Place. Hinzu kamen der Lincoln’s Inn und der Staple Inn. Alle Gebiete gehörten ab 1855 zum Einzugsgebiet des Zweckverbandes Metropolitan Board of Works. 1889 gelangten sie zum neuen County of London, elf Jahre später wurden sie zu einem Metropolitan Borough zusammengefasst.
Bei der Gründung von Greater London im Jahr 1965 entstand aus der Fusion der Metropolitan Boroughs Hampstead, Holborn und St Pancras der London Borough of Camden.

## Statistik
Die Fläche betrug 407 Acres (1,65 km²), womit Holborn der kleinste aller Metropolitan Boroughs war. Die Volkszählungen ergaben folgende Einwohnerzahlen:
Frühere Gebiete zusammengefasst:
| Jahr      | 1801   | 1811   | 1821   | 1831   | 1841   | 1851   | 1861   | 1871   | 1881   | 1891   |
| Einwohner | 67.103 | 80.642 | 88.172 | 90.670 | 93.767 | 95.726 | 94.074 | 93.513 | 78.668 | 70.938 |

Metropolitan Borough:
| Jahr      | 1901   | 1911   | 1921   | 1931   | 1951   | 1961   |
| Einwohner | 59.405 | 49.357 | 43.192 | 38.860 | 24.810 | 22.008 |